# Payton Otterdahl

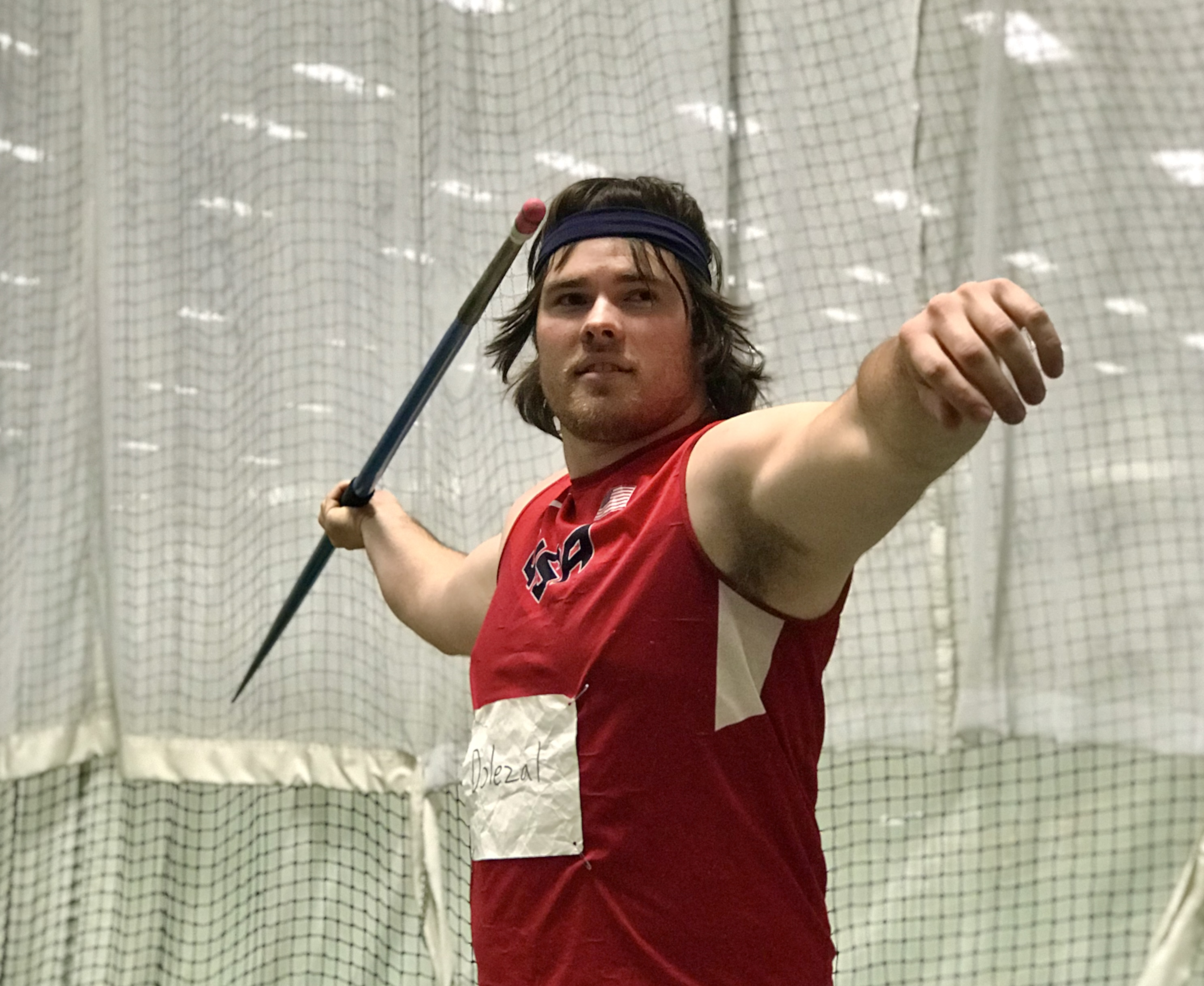
Payton Otterdahl (2017)- amerikanischer Sportler

Payton Otterdahl (* 2. April 1996 in Rosemount, Minnesota) ist ein US-amerikanischer Leichtathlet, der sich auf das Kugelstoßen spezialisiert hat.

## Sportliche Laufbahn
Payton Otterdahl studierte ab 2014 an der North Dakota State University und startete 2015 im Diskuswurf bei den U20-Panamerika-Meisterschaften in Edmonton und siegte dort mit einer Weite von 57,96 m mit dem leichteren 1,75-kg-Diskus. 2019 wurde er NCAA-College-Meister im Kugelstoßen und im Gewichtweitwurf in der Halle und beendete im selben Jahr sein Studium. Im Jahr darauf wurde er bei der Golden Gala Pietro Mennea in Rom mit 20,85 m Zweiter im Kugelstoßen und 2021 siegte er mit 21,34 m bei der Duval County Challenge. Zudem qualifizierte er sich durch seinen dritten Platz bei den US-Meisterschaften für die Teilnahme an den Olympischen Sommerspielen in Tokio, bei denen er mit 20,32 m im Finale den zehnten Platz belegte. 2023 siegte er mit 21,68 m beim Music City Track Carnival sowie anschließend mit 21,50 m beim USATF NYC Grand Prix, ehe er beim Memoriał Kamili Skolimowskiej mit 21,88 m Zweiter wurde. Daraufhin siegte er mit 22,11 m beim P-T-S Meeting und belegte dann bei den Weltmeisterschaften in Budapest mit 21,86 m im Finale den fünften Platz. Im Jahr darauf siegte er mit 22,14 m bei den Drake Relays sowie mit 22,41 m beim USATF Throws Festival. Beim Prefontaine Classic wurde er mit 22,14 m Zweiter und im Juli siegte er mit 21,95 m bei Spitzen Leichtathletik Luzern, ehe er beim London Athletics Meet mit 22,13 m Dritter wurde. Daraufhin erreichte er bei den Olympischen Sommerspielen in Paris das Finale und verpasste dort mit 22,03 m als Vierter eine Medaille.

## Persönliche Bestleistungen
- Kugelstoßen: 22,59 m, 24. April 2024 in Des Moines
- Diskuswurf: 62,94 m, 6. April 2019 in Lincoln